# Eliška Kateřina Smiřická
Eliška (též Alžběta) Kateřina Smiřická ze Smiřic (německy Elisabeth Katharina Smiřická von Smiřice, 1590 – 1. února 1620, jičínský zámek) byla česká šlechtična z rodu Smiřických ze Smiřic, jednoho z nejbohatších rodů v Čechách.

## Život
Eliška Kateřina se narodila jako dcera Zikmunda Smiřického († 1608) a jeho manželky Hedviky Zajícové z Hazmburka († 1610). Vyrůstala v rodovém zámku v Kostelci nad Černými lesy. Měla několik sourozenců, bratry Jaroslava (1588–1611), Albrechta Jana (1594–1618), Jindřicha Jiřího (1592–1630) a sestru Markétu Saloménu, později provdanou Slavatovou z Chlumu (1597 – asi 1655).
Eliška Kateřina byla údajně ošklivá a dychtila po mužích, avšak žádný šlechtic ji nechtěl. V roce 1607 se sedmnáctiletá Eliška zakoukala do kováře Jiříka Wagnera, kterého s pomocí své služebné přiměla k milostným hrátkám. Za nějaký čas se na to přišlo a kovář Jiří vše pod nátlakem dosvědčil u soudu. On a služebná byli zavřeni a Eliška uvězněna na 12 let nejdříve ve sklepení na Hrubé Skále a pak na hradě Kumburk. Nesprávně se uvádí, že Eliška Kateřina byla žalářovaná, ale o tom písemné prameny mlčí. Pravděpodobnější je verze, že Eliška měla jakési "zostřené" domácí vězení na hradě Kumburku. 

Když v roce 1618 zemřel bratr Albrecht Jan bez potomků, měla Eliška nárok na část rodového majetku, neboť nejstarší bratr Jaroslav zemřel již v roce 1611. Avšak vzhledem k tomu, že byla v té době držena ve vazbě, převzala dědictví její mladší sestra Markéta Salomena, provdaná Slavatová, spolu s opatrovnictvím staršího, mentálně postiženého bratra Jindřicha Jiřího. 

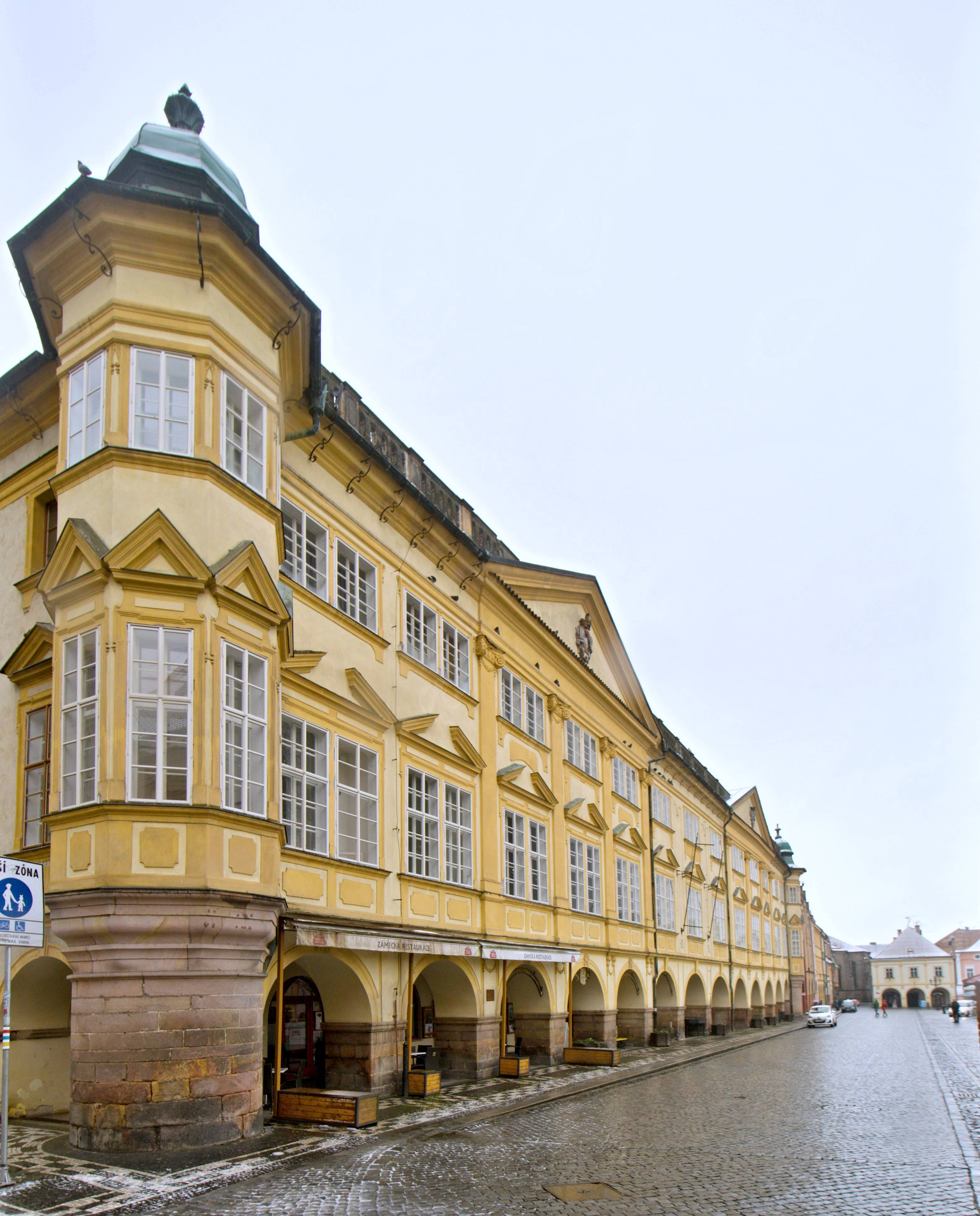
Jičínský zámek

Roku 1619 se objevil rytíř Ota Jindřich z Vartemberka († 1625), jenž ji z hradu Kumburku vysvobodil a následně pojal za manželku. Pod ochranou svých vojáků ji odvezl na zámek Smiřických v Jičíně, kde se Eliška Kateřina usídlila, třebaže Jičín měl připadnout její sestře Markétě Salomeně. Odtud prý Eliška podala své sestře návrh na smírné rozdělení majetku, ten však byl neúspěšný, neboť Markéta Salomena se dědictví po bratrovi nehodlala vzdát. 
Eliška se poté obrátila na krále Fridricha, který jí vyhověl. Povolal Otu z Vartenberka do Prahy, kde ho nechal zatknout a v lednu 1620 do Jičína vyslal komisi, aby provedla inventarizaci veškerého majetku Smiřických a vyjednala dohodu mezi sestrami. Zámek měla Elišce odejmout a vrátit její sestře. Eliška však nechtěla ustoupit a s pomocí najatých žoldáků chtěla zámek ubránit, vojáci ale utekli. 1. února 1620 při probíhající inventuře došlo k hádce s Markétou Salomenou a Eliška zapřáhla koně a pravděpodobně chtěla uprchnout na jiný rodinný zámek. V tom jí však zabránil její švagr Jindřich Slavata, který se nechtěl vzdát koní. Eliška se tedy vrátila do zámku a žoldáky, kteří přísahali jejímu manželovi, vylákala do zámeckého sklepa, kde byl uskladněn střelný prach. Mezi 17. a 18. hodinou došlo ve sklepení zámku k výbuchu, který si vyžádal 41 životů, 24 zraněných a poničil velkou část budovy. 
Mezi mrtvými byla Eliška Kateřina, Markétin manžel Jindřich Slavata, stavovský politik Rudolf ze Stubenberka a většina členů komise. 
Po bitvě na Bílé hoře v roce 1620 musela Markéta Salomena opustit zemi a majetek rodu byl zkonfiskován českým panovníkem. Proti vyvlastnění protestoval Albrecht z Valdštejna, jehož matka pocházela z náchodské linie Smiřických. Úspěšně se ucházel o poručnictví neschopného Jindřicha Jiřího Smiřického s tím, že vzhledem ke svému duševnímu stavu v žádném případě nemohl být zapojen do povstání v roce 1618. Díky tomu se Valdštejnovi podařilo získat asi polovinu majetku rodu Smiřických.
V následujících letech se životní příběh Elišky Kateřiny Smiřické stal námětem populární kramářské písně Znám já jeden krásný zámek.